# Liste sephardischer Synagogen
Die Liste sephardischer Synagogen führt noch bestehende und zerstörte Synagogen der Sephardim auf. Sephardim nennt man Juden, die sich nach ihrer Vertreibung um 1500 aus Spanien und Portugal hauptsächlich im Mittelmeerraum sowie den Niederlanden niederließen.
Sind Jahreszahlen kursiv angegeben, so handelt es sich um ungefähre Werte.
Navigation: A B D E G I J K
L N P R S T V W

## Liste sephardischer Synagogen
| Ort                   | heutiges Staatsgebiet    | Synagoge                                | Baujahr                                    | Zerstörung                                                                 | Besonderheiten                                                                                        | Bild |
| --------------------- | ------------------------ | --------------------------------------- | ------------------------------------------ | -------------------------------------------------------------------------- | --- | ---- |
| Amsterdam             | Niederlande              | Portugiesische Synagoge Amsterdams      | 1675                                       |                                                                            | |      |
| Athen                 | Griechenland             | Beth-Shalom-Synagoge                    | 1935                                       |                                                                            | Innenausbau erst 1951 abgeschlossen                                                                   |      |
| Bijeljina             | Bosnien und Herzegowina  | Synagoge                                | 1895                                       | 1943                                                                       | Im WK II abgebrannt; Ruine später abgerissen                                                          |      |
| Burgas                | Bulgarien                | Synagoge (Burgas)                       | 1909                                       |                                                                            | Heute Kunstgalerie                                                                                    |      |
| Bursa                 | Türkei                   | Mayor-Synagoge                          | 1500 15. Jh. bis spätes 16. Jh.            |                                                                            | Bis 1975 genutzt, heute verfallen                                                                     |      |
| Damaskus              | Syrien                   | Al-Farandsch-Synagoge                   | 1875 zweite Hälfte des 19. Jh.             |                                                                            | Letzte aktive Synagoge Syriens                                                                        |      |
| Djerba                | Tunesien                 | Hara-Seghira-Synagoge                   | 1935 in den 1930er Jahren                  |                                                                            | Steht leer, Gebäude verkommt                                                                          |      |
| Dubrovnik             | Kroatien                 | Synagoge                                | 1400                                       |                                                                            | |      |
| Edirne                | Türkei                   | Große Synagoge                          | 1909                                       |                                                                            | Drittgrößte Synagoge in Europa                                                                        |      |
| Gaziantep             | Türkei                   | Große Synagoge                          | ????                                       |                                                                            | Ca. 1980 geschlossen; Gebäude 2012 renoviert                                                          |      |
| Goze Deltschew        | Bulgarien                | Synagoge (Goze Deltschew)               | 1932                                       |                                                                            | Heute Wohnung und Gebrauchtwarenladen                                                                 |      |
| Hamburg-Altona        | Deutschland              | Synagoge Newe Schalom                   | 1771                                       | 1940                                                                       | Zwangsweise verkauft und abgerissen                                                                   |      |
| Izmir                 | Türkei                   | Bet-Israel-Synagoge                     | 1907                                       |                                                                            | |      |
| Jambol                | Bulgarien                | Synagoge (Jambol)                       | 1896                                       |                                                                            | Heute Kunstgalerie                                                                                    |      |
| Jerusalem             |                          | Jochanan-ben-Sakkai-Synagoge            | 1616                                       |                                                                            | Ensemble von vier eigenständigen Synagogen, die aber jetzt verbunden sind. Die bedeutendste der vier. |      |
| Jerusalem             | Elijahu-ha-Navi-Synagoge | 1610                                    |                                            | Ensemble von vier eigenständigen Synagogen, die aber jetzt verbunden sind. | |      |
| Jerusalem             | Emza’i-Synagoge          | 1720                                    |                                            | Ensemble von vier eigenständigen Synagogen, die aber jetzt verbunden sind. | |      |
| Jerusalem             | Istanbuli-Synagoge       | 1740                                    |                                            | Ensemble von vier eigenständigen Synagogen, die aber jetzt verbunden sind. | |      |
| Kairo                 | Ägypten                  | Ben-Esra-Synagoge                       | 1892                                       |                                                                            | Seit der Antike bereits Vorgängerbauten; dient als Museum                                             |      |
| Kairo                 | Ägypten                  | Scha’ar-HaSchamajim-Synagoge            | 1899                                       |                                                                            | |      |
| Livorno               | Italien                  | Alte Synagoge (Livorno)                 | 1603                                       | 1944                                                                       | Bei Bombenangriffen im 2. WK schwer beschädigt, Ruine später abgerissen                               |      |
| London                | England                  | Bevis-Marks-Synagoge                    | 1701                                       |                                                                            | Älteste noch bestehende Synagoge Englands                                                             |      |
| London                | England                  | Lauderdale Road Synagoge                | 1896                                       |                                                                            | Im WK 2 zerstört und danach wieder aufgebaut                                                          |      |
| New York City         | USA                      | Shearith Israel                         | 1897                                       |                                                                            | |      |
| Paris                 | Frankreich               | Synagoge Belleville                     | 1930                                       |                                                                            | Sowohl Synagoge der Aschkenasim als auch der Sepharden.                                               |      |
| Paris                 | Frankreich               | Synagoge der Rue Buffault               | 1877                                       |                                                                            | |      |
| Paris                 | Frankreich               | Synagoge der Rue Notre-Dame-de-Nazareth | 1952                                       |                                                                            | Zunächst askenasisch, jetzt sephardisch.                                                              |      |
| Paris                 | Frankreich               | Synagoge der Rue de la Roquette         | 1962                                       |                                                                            | Auch Synagoge Don Isaac Abravanel genannt.                                                            |      |
| Paris                 | Frankreich               | Synagoge der Rue des Tournelles         | 1876                                       |                                                                            | Zunächst Synagoge der Aschkenasim. Seit 1958 sephardisch.                                             |      |
| Plowdiw               | Bulgarien                | Zion-Synagoge                           | 1892                                       |                                                                            | Prächtige Innenbemalung.                                                                              |      |
| Rhodos                | Griechenland             | Kahal-Shalom-Synagoge                   | 1577                                       |                                                                            | Älteste Synagoge Griechenlands                                                                        |      |
| Russe                 | Bulgarien                | Große Synagoge                          | 1872                                       |                                                                            | Jetzt Kirche der „Church of God of Prophecy“                                                          |      |
| Samokow               | Bulgarien                | Synagoge (Samokow)                      | 1860                                       |                                                                            | Verfallen. Renovierung ist angedacht.                                                                 |      |
| Sarajevo              | Bosnien und Herzegowina  | Bjelave-Synagoge                        | 1901                                       |                                                                            | Zeitweise Wohnhaus. Pläne für Renovierung.                                                            |      |
| Sarajevo              | Bosnien und Herzegowina  | Novi Hram                               | 1875 vielleicht auch älter                 |                                                                            | Heute Galerie                                                                                         |      |
| Sarajevo              | Bosnien und Herzegowina  | Stari Hram                              | 1581 mehrmals zerstört und wiedererrichtet |                                                                            | Heute Museum                                                                                          |      |
| Shanghai              | Volksrepublik China      | Ohel-Rachel-Synagoge                    | 1920                                       |                                                                            | |      |
| Sidon                 | Libanon                  | Synagoge                                | 833                                        |                                                                            | Eine der ältesten Synagogen der Welt. Verfallen                                                       |      |
| Sliten                | Libyen                   | Slat-Abn-Schaif-Synagoge                | 1060 mehrmals zerstört und wiedererrichtet | 1985                                                                       | Auf Anordnung von Muammar al-Gaddafi abgerissen                                                       |      |
| Sofia                 | Bulgarien                | Synagoge                                | 1909                                       |                                                                            | Größte sephardische Synagoge in Europa                                                                |      |
| Tel Aviv-Jaffa        | Israel                   | Große Synagoge Stiftszelt               | 1931                                       |                                                                            | |      |
| Travnik               | Bosnien und Herzegowina  | Synagoge                                | 1860                                       | 2008                                                                       | 1941 geschlossen; später Werkstatt; 2008 abgerissen                                                   |      |
| Valencia de Alcántara | Spanien                  | Synagoge                                | 1400 im 14. oder 15. Jh.                   |                                                                            | |      |
| Višegrad              | Bosnien und Herzegowina  | Synagoge                                | 1905                                       |                                                                            | Im WK II als Stall genutzt, danach zum Feuerwehrhaus umgebaut                                         |      |
| Widin                 | Bulgarien                | Synagoge (Widin)                        | 1894                                       |                                                                            | War Ruine; 2023 renoviert                                                                             |      |
| Wien                  | Österreich               | Türkischer Tempel                       | 1897                                       | 1938                                                                       | Bei den Novemberpogromen zerstört                                                                     |      |